# Therese Grankvist
Therese Grankvist (Nässjö, 2 mei 1977) is een Zweedse zangeres en voormalig lid van de band Drömhus.

## Biografie
Grankvist groeide op in Nässjö, maar verhuisde naar Tullinge nabij Stockholm toen zij dertien was. Haar carrière startte toen ze contact opnam met een platenmaatschappij en haar stem achterliet op het antwoordapparaat. Later ontmoette zij de Nigeriaans-Zweedse Dr. Alban, die haar overhaalde aan het dancemusicproject Drömhus mee te doen.

## Muziek
In 1997 kwam haar eerste single "Du och jag" ("Jij en Ik") uit, maar haar grote doorbraak kwam in 1998 met het nummer "Vill ha dig" ("Ik wil jou"), een cover van de Zweedse band Freestyle uit de jaren 80. Grankvist deed in 1999 en 2007 pogingen om uit te komen voor Zweden voor het Eurovisiesongfestival, maar beide keren mislukte dit. Grankvist had in Nederland een hit met het dancenummer "Feeling me".